# Fläcklundsnäcka
Fläcklundsnäcka (Arianta arbustorum) är en snäckart som först beskrevs av Carl von Linné 1758.  Fläcklundsnäcka ingår i släktet Arianta, och familjen storsnäckor. IUCN kategoriserar arten globalt som livskraftig. Arten är reproducerande i Sverige.

## Bildgalleri

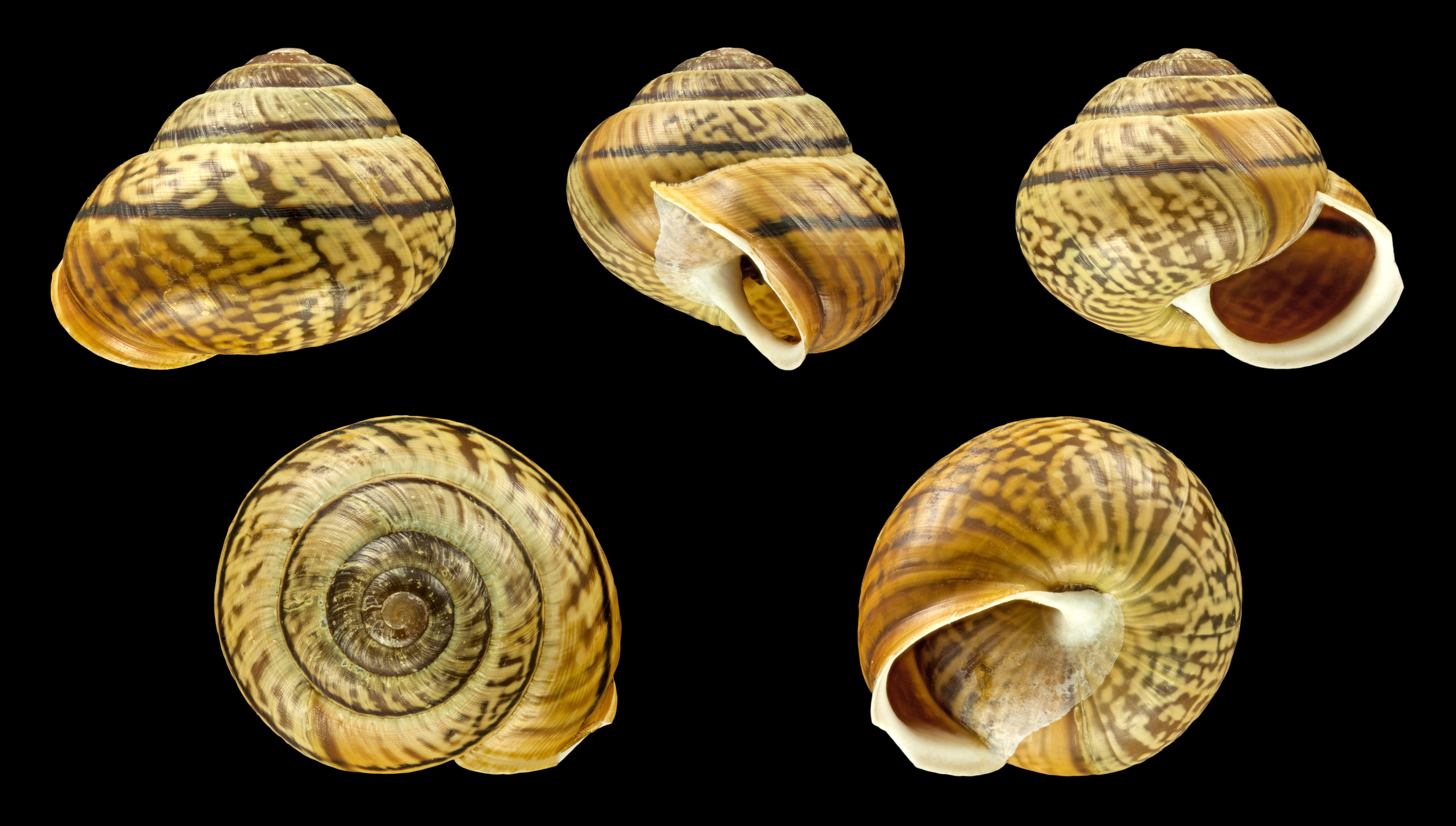
Arianta arbustorum alpicola 01.JPG
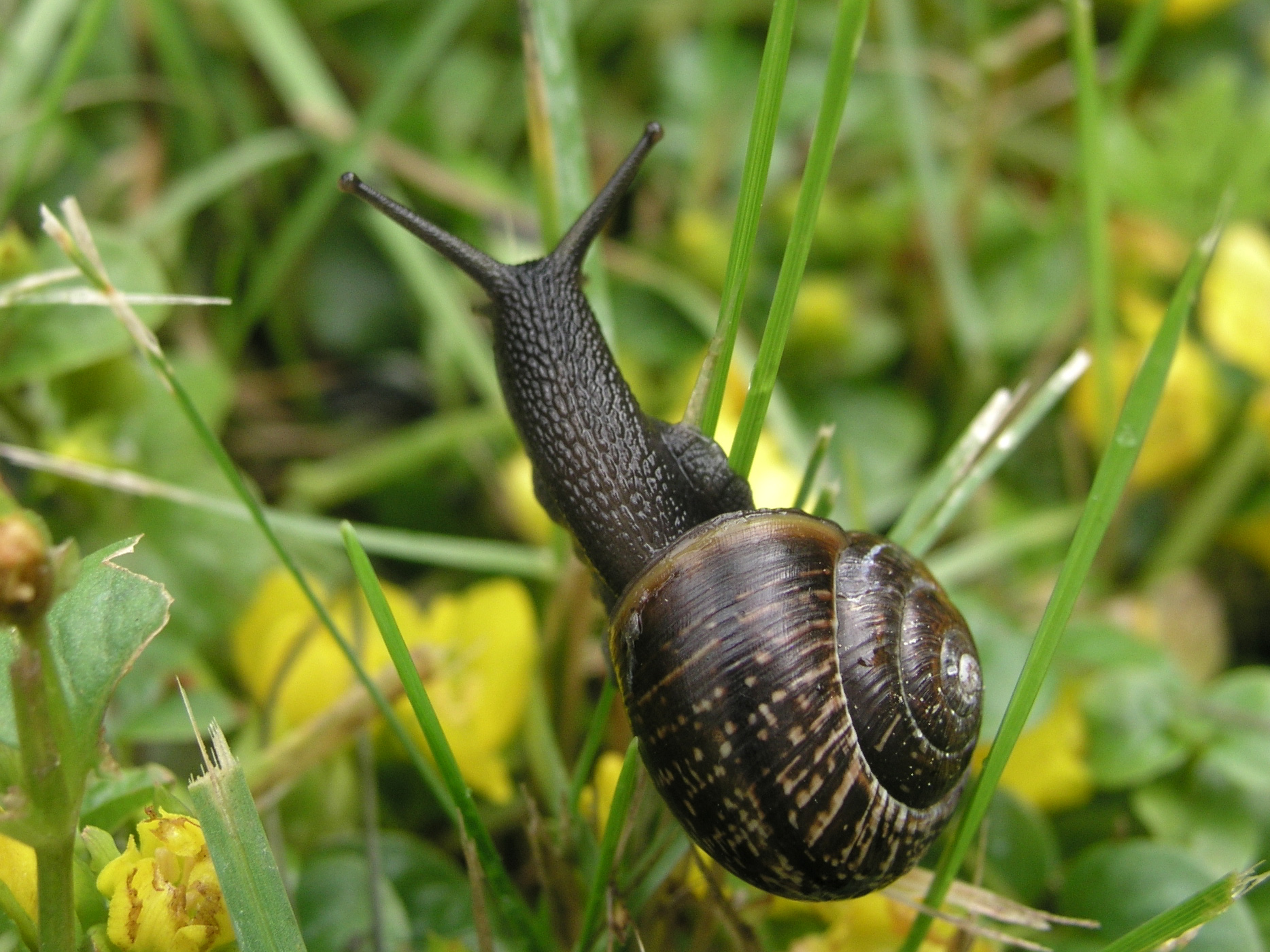
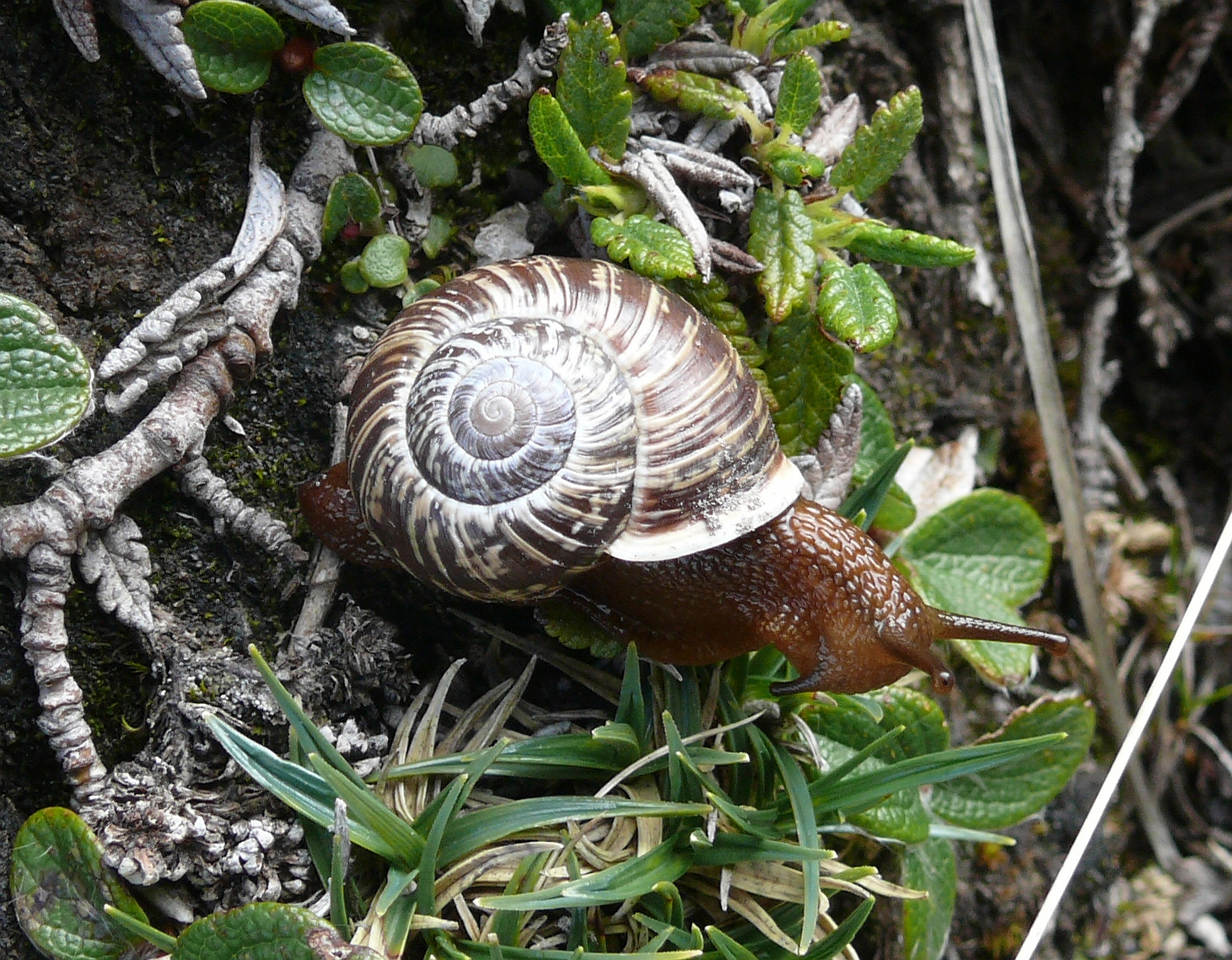
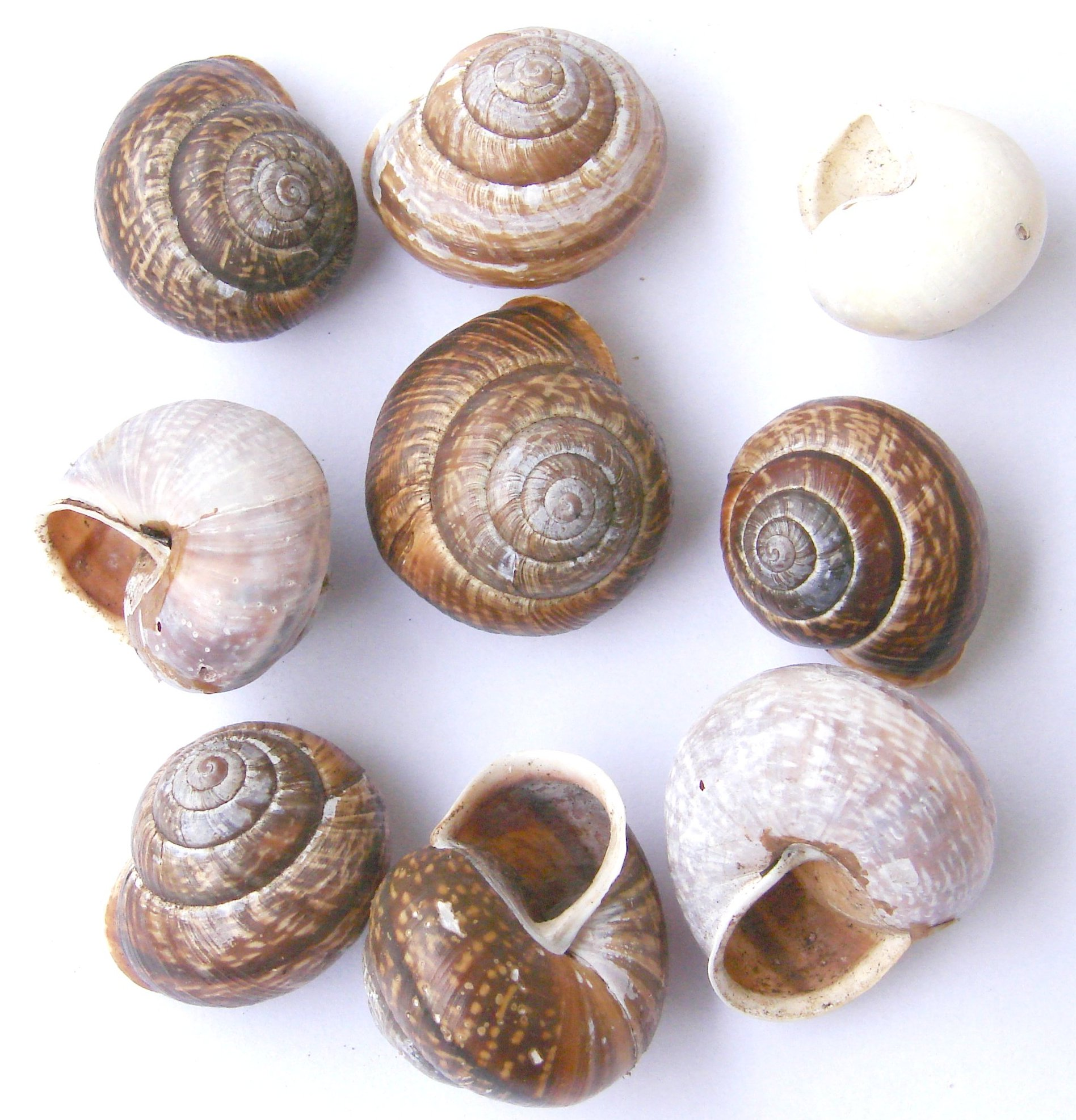
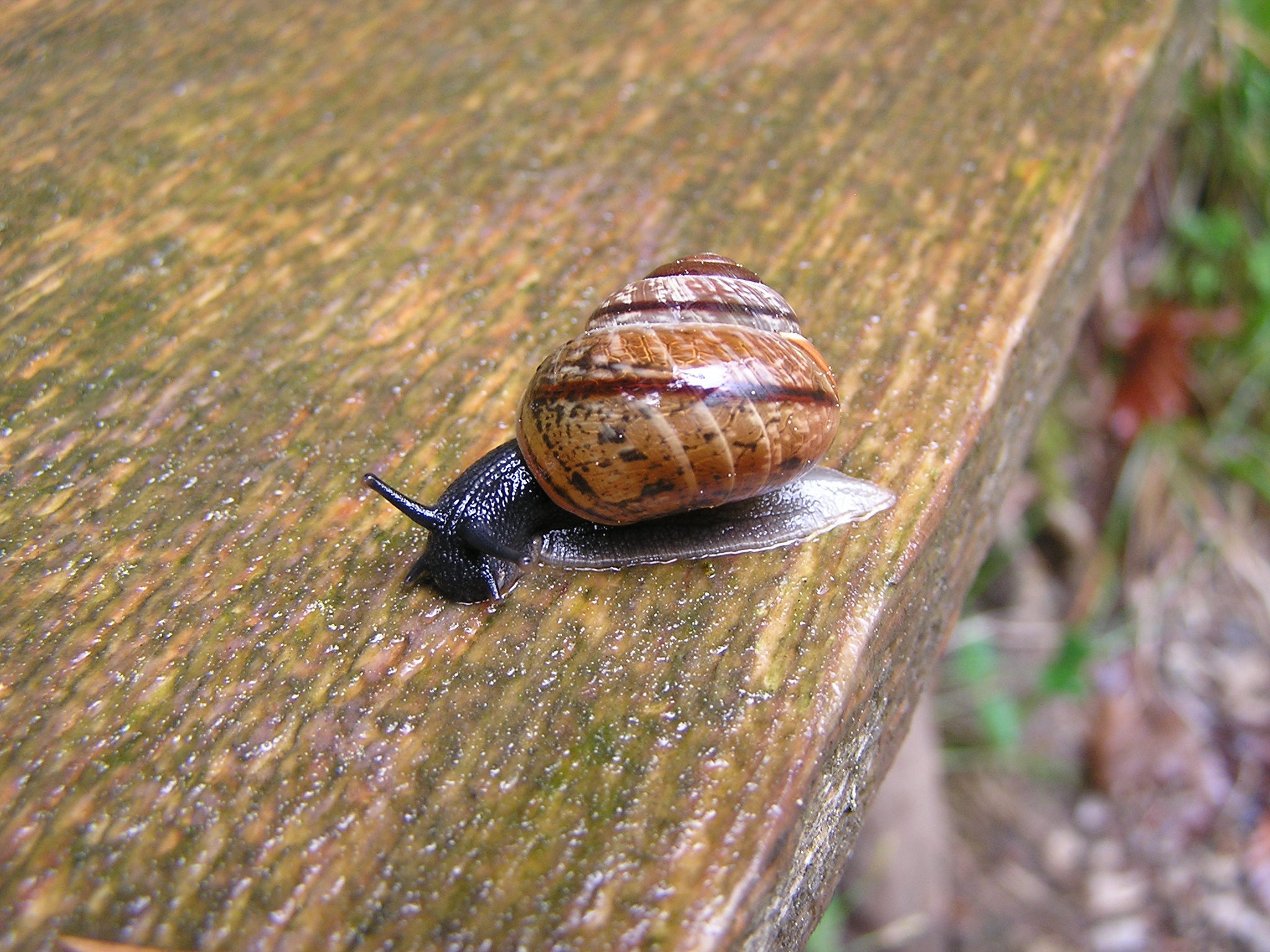
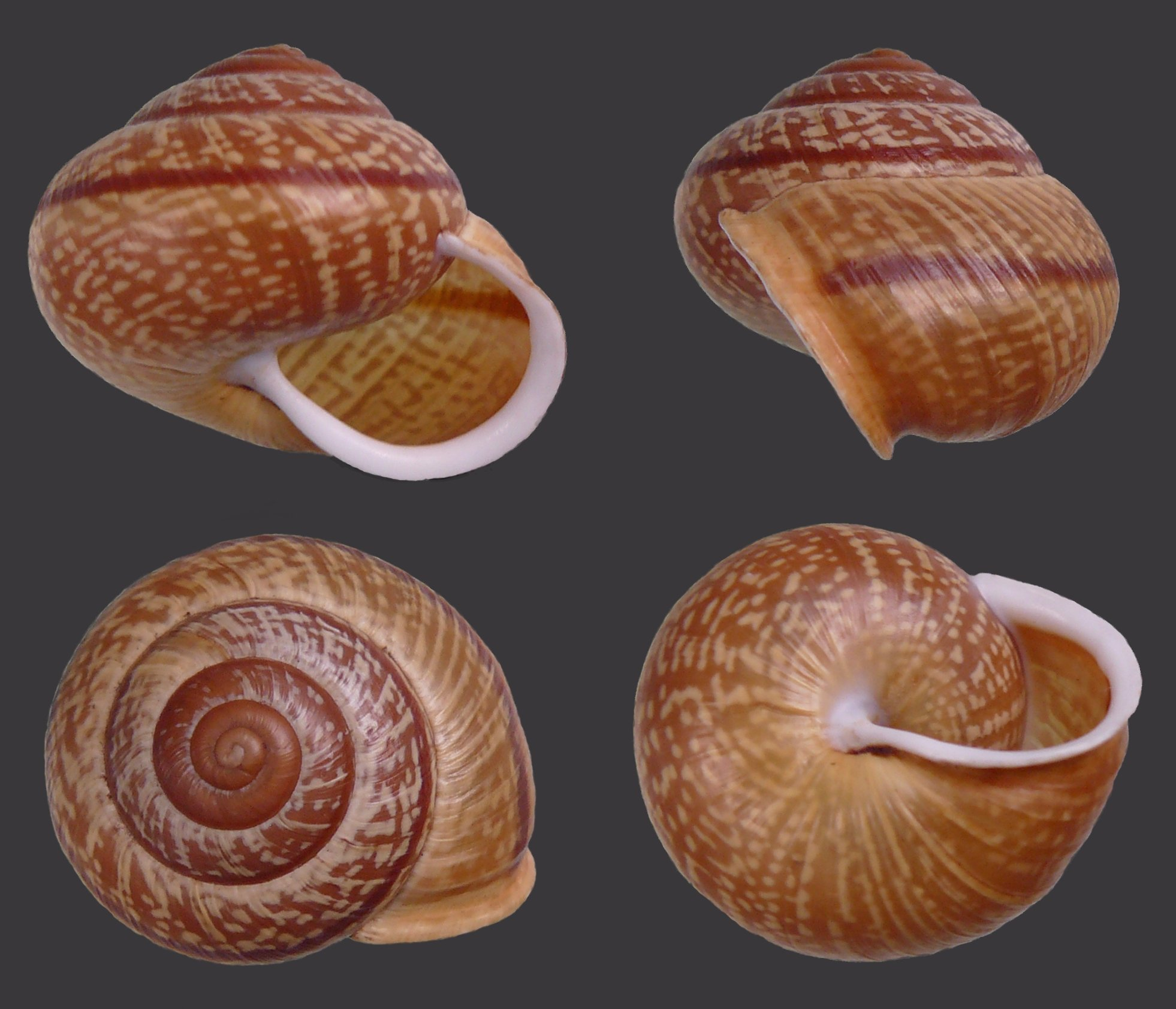
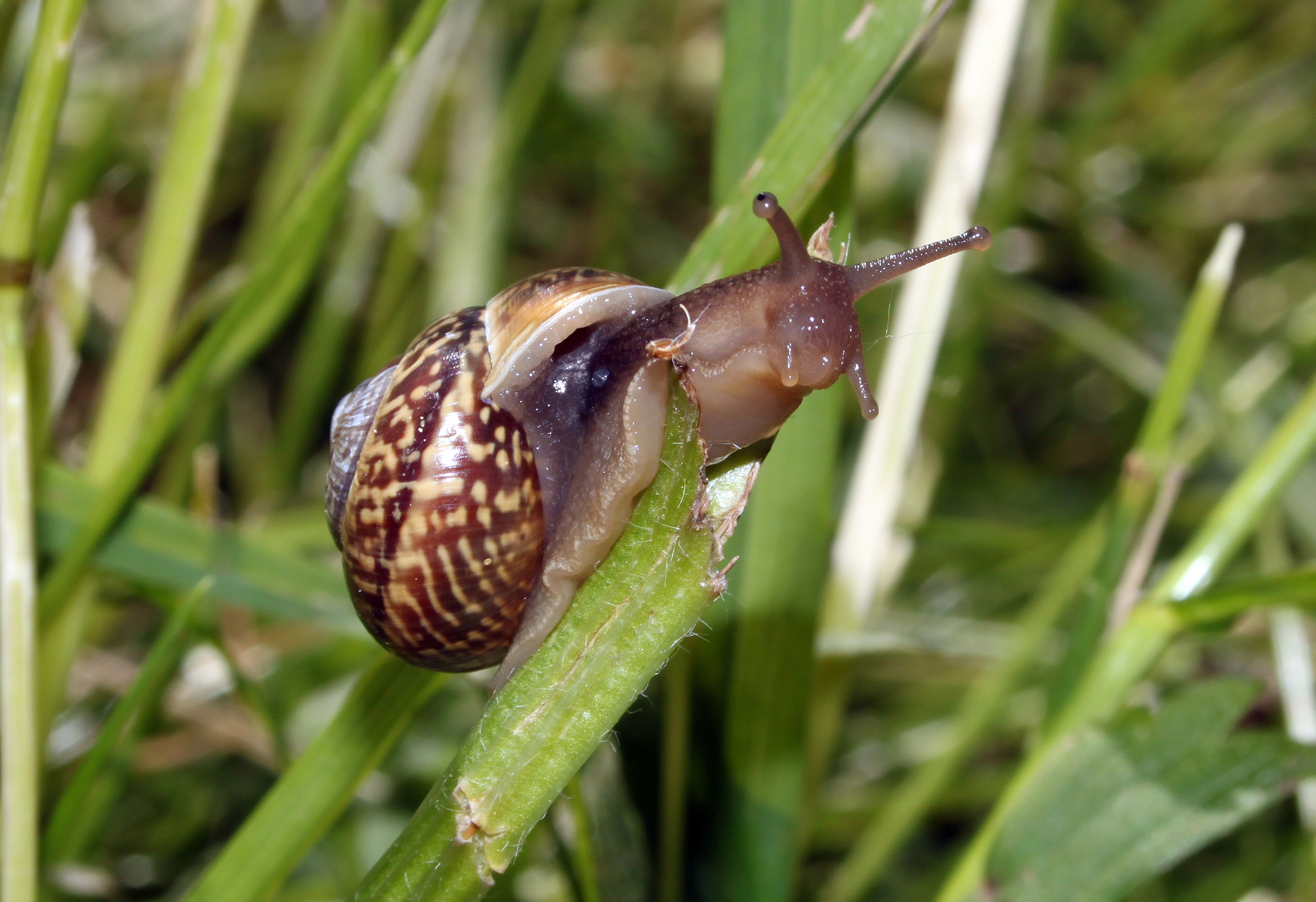